# Lekvár

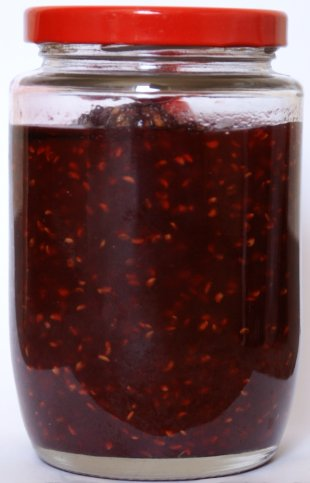
Lekvár de frambuesa.

El lekvár es un tipo de mermelada gruesa muy espesa hecha de fruta madura, oriunda del centro de Europa. Suele hacerse con albaricoque, melocotón, frambuesa, ciruela, fresa, cereza o cereza ácida, pero también puede emplearse manzana, nueces verdes enteras, uva muscadina o higo.
Se usa para rellenar palatschinken (panqueques), pasteles como el buchteln, el kifli, el buchteln o el strudel y otros panes dulces, hojaldres, galletas y pierogi, para untar sobre tostadas o biscotes, y en salsas de fruta.

## Preparación
Para preparar lekvár, se retira las semillas de la fruta. En el caso de las uvas, se separan las pieles de la pulpa, cocinándose esta hasta que queda líquida, y se cuela para retirar las semillas. Entonces se vuelven a añadir las pieles para continuar la cocción.
La fruta se cuece en agua, incluyendo la piel, hasta ablandarla. La piel se deja para mejorar el sabor, la textura y el color. Cuando está blanda, puede añadirse azúcar si se desea. El lekvár de ciruela y albaricoque no suele necesitarla. La fruta se cuece a fuego lento, añadiendo agua para evitar que se queme, hasta que ha espesado y macerado al gusto. Entonces se llenan tarros que se calientan para cerrarlos al vacío.

## Etimología
El término húngaro y eslovaco lekvár, ‘mermelada’, del checo lektvar, ‘electuario’, procede del alto alemán medio lactwarje, latwarge, del francés antiguo leituaire, y este del latín tardío alactuarium.
El primer uso del término lekvár constatado es anterior a 1350, por parte de médicos para aludir a un jarabe o pasta médica que escondía el sabor del medicamento en la Edad Media.

## Cultura
El Hungría es costumbre tradicional preparar el lekvár en casa en otoño, cuando la mayoría de la fruta está madura. En Polonia el lekvár es una receta regional preparada en el valle bajo del Vístula. Varias localidades organizan fiestas populares, en las que se cocina lékvar en calderos de cobre.